# Hammarland
Hammarland est une municipalité du territoire d'Åland, territoire finlandais autonome et ayant le suédois comme seule langue officielle, située dans la mer Baltique.

## Population
C'est la ville qui possède le plus fort taux d'habitants suédophones de Finlande, avec 96 %. C'est d'ailleurs officiellement la commune à la plus forte proportion de locuteurs de langue maternelle suédoise au monde, mais la Suède ne tenant pas de statistiques linguistiques officielles cette information doit être relativisée.

## Géographie
On y trouve une église du XIIIe siècle.
La municipalité est bordée par Eckerö à l'ouest, Jomala au sud, Finström à l'est et Geta au nord, au-delà d'un bras de mer.
La commune possède le côté est et finlandais de l'ile de Märket.